# 松本えつを
松本 えつを（まつもと えつを、1975年6月2日 - ）は、日本の女性絵本作家、キャラクター作家、フォトエッセイスト、イラストエッセイスト、イラストレーター、ライブペインター、出版プロデューサー。

## 人物
14歳のときに作家を志し、日本大学藝術学部写真学科にて写真・色彩・編集・印刷について学ぶ。卒業後、某編集プロダクションにてDTP・編集の技術を修得し、牛乳配達のバイトを経て1998年10月、サンクチュアリ出版（現・サンクチュアリ・パブリッシング）に入社。書店営業業務の傍ら書籍製作に取り組み、2000年5月、独自の発想を軸にHAPPY10倍プロジェクトを立ち上げる。2000年11月、自著『しゃらしゃらDays』を皮切りに女性向け書籍「HAPPY 10倍シリーズ」をスタートさせ、その後、同社にて女性向けの書籍および自著の出版を行う。
同社の取締役副社長を経て、絵本作家・キャラクター作家・出版企画プロデューサー・エディトリアルデザイナーとしてフリーランスに。
「HAPPY10倍紙芝居トークライブ」やエッセイの連載、キャラクター個展の開催、アーティストや企業のブランディング等も手掛ける。

## 主な著書
- 『しゃらしゃらDays』絵と文／松本えつを
- 『バンザイ』絵と文／松本えつを
- 『へこみさん―わたしがわたしになるまでの、ちいさなしあわせ物語』絵と文／松本えつを
- 『ぼさぼさ』絵と文／松本えつを
- 『らんまる Only One』文／松本えつを 写真／阿部章仁
- 『Dear Girl』監修：SANCTUARY BOOKS 写真：野村大志 文・松本えつを
- 『おめでとう、1歳。0→1（ゼロワン）』絵と文／松本えつを
- 『Girls-Be・・・-YA心の友だちシリーズ』絵と文／松本えつを
- 『空とぶ化学者とバウムクーヘン』文：松本えつを 絵：桂みき
- 『空とぶ化学者とチョコレート』文：松本えつを 絵：あしたゆう
- 『空とぶ化学者とベリー』文：松本えつを 絵：ささはらけいこ
- 『美しくなる人生。』原作：徳田充孝 作：松本えつを 監修：板垣しゅん
- 『OMOIYARIのえほん　世界を幸せにする魔法』作：藤田恵美 絵：松本えつを